# Thabit ibn Qurra
Al-sabi ʾ Thabit Qurra ibn al-Ḥarrānī, známý také pod latinským jménem Thebit, (836 – 18. února 901) byl arabský astronom, matematik a lékař. Patřil do kulturního okruhu tzv. sabejců v Harranu a vyznával zvláštní filosofii směšující hermetismus s peripatetismem. Významný byl také jako překladatel (přeložil do arabštiny např. Archimédovy spisy).